# Крофордсвил (Орегон)
Крофордсвил (енгл. Crawfordsville) насељено је место без административног статуса у америчкој савезној држави Орегон.

## Демографија
По попису из 2010. године број становника је 332.
| Група             | 2000.    | 2010.       |
| Белци             | 0 (0,0%) | 294 (88,6%) |
| Афроамериканци    | 0 (0,0%) | 4 (1,2%)    |
| Азијати           | 0 (0,0%) | 2 (0,6%)    |
| Хиспаноамериканци | 0 (0,0%) | 12 (3,6%)   |
| Укупно            | 0        | 332         |